# Llista de recursos o sentències del Tribunal Constitucional d'Espanya contra lleis del Parlament de Catalunya entre 2010 i 2017
Aquesta és una llista de recursos o sentències del Tribunal Constitucional d'Espanya contra lleis del Parlament de Catalunya. Des de l'any 2012, el Govern espanyol ha presentat 32 recursos al Tribunal Constitucional contra normes catalanes, tant contra mesures legals per frenar iniciatives vinculades al procés independentista com contra lleis de pobresa energètica i d'horaris comercials.
| Títol                                                                                        | Codi Llei            | Data DOGC               | Data recurs o sentència TC | Referència    |
| -------------------------------------------------------------------------------------------- | -------------------- | ----------------------- | -------------------------- | ------------- |
| Llei de consultes populars                                                                   | 4/2010               | 4 de març de 2010       | maig 2017                  | [ 2 ]         |
| Llei de prohibició dels toros a Catalunya                                                    | 28/2010              | 6 d'agost de 2010       | octubre 2016               | [ 3 ]         |
| Llei sobre matèries audiovisuals                                                             | 22/2005 i 2/2012     |                         | juny 2017                  | [ 4 ] [ 5 ]   |
| Decret-llei d'horaris comercials                                                             | 4/2012 i 2/2014      |                         | desembre 2017              | [ 6 ] [ 7 ]   |
| Decret-llei d'impostos als bancs                                                             | 5/2012               | 20 de març de 2012      |                            | [ 8 ]         |
| Decret-llei contra la pobresa energètica                                                     | 6/2013               | 23 de desembre del 2013 |                            | [ 9 ]         |
| Llei d'acompanyament pressupostos                                                            | 2/2014               | 27 de gener del 2014    |                            | [ 10 ]        |
| Llei de consultes populars no referendàries                                                  | 10/2014              | 26 de setembre del 2014 |                            | [ 11 ]        |
| Llei de creació d'impostos a la producció d'energia nuclear                                  | 12/2014              | 10 d'octubre del 2014   | juliol 2015                | [ 12 ] [ 13 ] |
| Llei del Síndic de Greuges                                                                   | 2008, decisió 3/2015 |                         |                            | [ 14 ]        |
| Llei d'acció exterior                                                                        | 3/2015               | 11 de març de 2015      |                            | [ 15 ]        |
| Comissionat per a la Transició Nacional                                                      | 4/2015               | 29 de desembre de 2015  |                            | [ 16 ] [ 17 ] |
| Taxa a operadores d'internet                                                                 | 9/2015               | 12 de juny de 2015      | juliol 2017                | [ 18 ] [ 19 ] |
| Codi de Consum de Catalunya                                                                  | 10/2015              |                         |                            | [ 20 ]        |
| Reforma de la llei de comerç de Catalunya                                                    | 10/2015              |                         |                            | [ 21 ]        |
| Agència Tributària de Catalunya                                                              | 9/2015 - 11/2015     |                         |                            | [ 22 ]        |
| Declaració independentista del Parlament                                                     | 11/2015              |                         |                            | [ 23 ]        |
| Comissió d'Estudi del Procés Constituent                                                     | 2/2016               |                         |                            | [ 24 ]        |
| Conselleria d'Afers Exteriors                                                                | 2/2016               |                         |                            | [ 25 ]        |
| Decret-llei contra pobresa energètica                                                        | 4/2016               |                         |                            | [ 26 ]        |
| Llei d'impostos als habitatges buits                                                         | 4/2016               |                         |                            | [ 27 ]        |
| Llei de governs locals                                                                       | 4/2016               |                         |                            | [ 27 ]        |
| Llei d'igualtat efectiva entre homes i dones                                                 | 4/2016               |                         |                            | [ 27 ]        |
| Llei de prohibició del fracking                                                              | 3/2012, 4/2016       |                         |                            | [ 28 ]        |
| Llei de prohibició de grans superfícies fora ciutats                                         | 4/2016               |                         |                            | [ 29 ]        |
| Llei que va permetre la creació de Medinyà com a municipi independent de Sant Julià de Ramis | 8/2015               | 10 de juny de 2015      | 12 d'abril de 2016         | [ 30 ] [ 31 ] |
| Llei d'emergència habitacional, o contra els desnonaments                                    | 24/2015              | 7-2015 i 12-2016        | octubre 2017               | [ 32 ] [ 33 ] |
| Llei del llibre sisè del Codi civil de Catalunya, relatiu a les obligacions i els contractes | 3/2017               | 15 de febrer de 2017    | juny 2017                  | [ 34 ]        |
| Llei de voluntats digitals                                                                   | 10/2017              | 27 de juny de 2017      | octubre 2017               | [ 35 ]        |
| Llei del Referèndum                                                                          | 19/2017              | setembre 2017           | setembre 2017              | [ 36 ]        |
| Llei de transitorietat jurídica                                                              | 20/2017              | setembre 2017           | setembre 2017              | [ 37 ]        |
| Llei de l'Agència de Protecció Social                                                        |                      | setembre 2017           | octubre 2017               | [ 38 ]        |
| Declaració d'independència                                                                   |                      | octubre 2017            | novembre 2017              | [ 39 ]        |
| Llei catalana contra el canvi climàtic                                                       | 16/2017              | octubre 2015            | desembre 2017              | [ 40 ]        |
| Llei de creació de l'Agència de Ciberseguretat catalana                                      |                      | juliol 2017             | desembre 2017              | [ 41 ] [ 42 ] |